# L'Isle-Verte
L'Isle-Verte es un municipio canadiense situado en la provincia de Quebec.

## Superficie
L'Isle-Verte tiene una superficie de 119,15 km².

## Demografía
En 2021, tenía 1356 habitantes, una densidad poblacional de 11,4 hab./km², y 697 viviendas.